# Resolución 80 del Consejo de Seguridad de las Naciones Unidas
La Resolución 80 del Consejo de Seguridad de las Naciones Unidas fue adoptada el 14 de marzo de 1950, después de recibir los informes de la Comisión para India y Pakistán, así como un informe del General A. G. L. McNaughton, el Consejo felicitó a India y Pakistán por su cumplimiento del alto el fuego y por la desmilitarización de Jammu y Cachemira y el acuerdo para colocar al almirante de flota Chester W. Nimitz como futuro Administrador del Plebiscito.
La resolución estipulaba que: 
1. La desmilitarización sería simultánea y progresiva tanto de India como de Pakistán hasta el punto en que la fuerza restante "no causara miedo en ningún momento a la gente a ambos lados de la línea de alto el fuego".[1]
2. Las áreas del norte serían administradas por las autoridades locales, sujetas a la supervisión de la ONU.
3. El Consejo nombraría un Representante de las Naciones Unidas para ayudar en los preparativos y la implementación del programa de desmilitarización, para asesorar a los Gobiernos de la India y Pakistán, así como al Consejo, para ejercer todas las facultades y responsabilidades de la Comisión de las Naciones Unidas para la India y Pakistán, para hacer arreglos para que el Administrador del Plebiscito asuma todas las funciones que se le asignen en la etapa apropiada de desmilitarización y para informar al Consejo lo que considerara necesario.

La resolución 80 marcó un cambio con respecto a la resolución 47 que pedía que Pakistán se retirara primero. La resolución 80 pidió a India y Pakistán que retiraran sus tropas simultáneamente con el propósito de un plebiscito. También equiparó implícitamente a las Fuerzas Azad Cachemira y las Fuerzas Estatales de Jammu y Cachemira, lo que iba en contra de las garantías dadas por la anterior Comisión de la ONU. Este intento de igualdad de Azad Kashmir y Jammu y Kashmir no encontró el acuerdo de la India.
La Resolución solicitó a los dos gobiernos que tomen todas las precauciones necesarias para garantizar que continúe el alto el fuego, agradeció a los miembros de la Comisión de las Naciones Unidas para India y Pakistán, así como al General A. G. L. McNaughton y acordó que la Comisión de las Naciones Unidas para India y Pakistán terminaría un mes después de que ambas partes hayan informado al Representante de las Naciones Unidas de su aceptación de la transferencia a él de los poderes y responsabilidades de la Comisión de las Naciones Unidas.
La resolución fue aprobada con ocho votos a favor; India y Yugoslavia se abstuvieron y la Unión Soviética estuvo ausente cuando tuvo lugar la votación.